# 유럽 고속도로 41호선
유럽 고속도로 41호선(European route E41)은 독일의 도르트문트와 스위스의 알트도르프를 사이에 이어주는 국제 E-road 간선도로망으로, 총 연장은 788km이다.

## 주요 경유지
- 독일 : 도르트문트 - 하겐 - 올페(독일어판) - 지겐 - 베츨라어 - 하나우 - 아샤펜부르크 -뷔르츠부르크 - 하일브론 - 슈투트가르트 - 뵈블링엔(영어판, 독일어판) - 헤렌베르크 - 필링엔-슈베링겐(독일어판) - 바두어하임(독일어판) - 징겐 (스위스 국경으로 넘어오는 길목)
- 스위스 : 샤프하우젠 - 빈터투어 - 취리히 - 슈비츠 - 알트도르프